# Pseudocercospora hedyosmi
Pseudocercospora hedyosmi är en svampart som först beskrevs av Franz Petrak, och fick sitt nu gällande namn av U. Braun 1995. Pseudocercospora hedyosmi ingår i släktet Pseudocercospora och familjen Mycosphaerellaceae.   Inga underarter finns listade i Catalogue of Life.